# إحباط (فلم)
إحباط هو فيلم مغربي من إخراج محمد إسماعيل سنة 2015، وبطولة كل من عمر لطفي، فرح الفاسي، فهد بنشمسي، وآخرون.
يُعالج الفيلم مواضيع اجتماعية وأخلاقية من قبيل العنف بين الأزواج والتفسخ الأخلاقي والتشرد العائلي.

## القصة
يحكي الشريط قصة المهندس المعماري أمين (عمر لطفي)، الشاب الوسيم والمتألق في حياته المهنية، ولكنه يفتقد الثقة تماما في الجنس الآخر بسبب معاناته القاسية في طفولته بين أب مدمن وضعيف الشخصية وزوجة أب خائنة ومتسلطة، قبل أن يقلب حياته رأسا على عقب التقائه براقصة محترفة، وإقباله على التعافي لدى طبيبة نفسية.

## جوائز وتشريفات
حصل الفيلم على الجائزة الكبرى لمهرجان فاس لسينما المدينة، وجائزة الجمهور خلال مهرجان تطوان الدولي لسينما البحر الأبيض المتوسط بتطوان في دورته 22، وجائزة ثاني أحسن دور رجالي لفهد بنشمسي في الدورة 17 للمهرجان الوطني للفيلم بطنجة.

## روابط خارجية
- الفيلم على موقع cinemamaroc